# Sergio Sammartino
Sergio Sammartino (Agnone, 5 aprile 1915 – Russia, 20 gennaio 1943) è stato un militare italiano caduto in Russia nel corso della seconda guerra mondiale e decorato con medaglia d'oro al valor militare.

## Biografia
Capitano di artiglieria alpina, pluridecorato, era ultimo di 4 figli superstiti (altri due erano morti). Suo padre Giuseppe, tornato dall'Argentina, dov'era emigrato a 14 anni, morì combattendo nella prima guerra mondiale quando Sergio aveva due anni. Sua madre, Concetta Galasso, di antica famiglia artigiana, rimasta vedova a 31 anni, cercò di instradare i figli sulla via dei suoi familiari. Ma in quegli anni l'artigianato subiva i colpi possenti dell'industria e il ragazzo, come gli altri suoi fratelli, cercò vie alternative per la sua affermazione sociale. Dotato di un ottimo fisico, imponente e slanciato al contempo, decise di tentare la via dell'esercito, e fu ammesso al Real Collegio Militare di Torino, da cui ebbe accesso all'Accademia, uscendone col grado di sottotenente. Essendo nato tra i monti dell'Appennino si sentì naturalmente attratto dal Corpo degli alpini, ed in particolare dall'artiglieria alpina della Divisione Julia.
Chi lo ha conosciuto lo descrive gioviale, ma allo stesso tempo intransigente su questioni di disciplina e d'ordine, animato dal quello spirito patriottico (e forse più schiettamente nazionalista) che il regime fascista diffuse a piene mani negli anni trenta del secolo scorso. Allo scoppio della guerra mondiale fu inviato sul fronte greco-albanese dove ricevette una medaglia d'oro, una d'argento e una di bronzo, al valor militare. Si narra che andasse da solo, sotto al fuoco nemico, allo scoperto, a raccogliere in braccio i soldati feriti rimasti sul campo. Una nave su cui egli avrebbe dovuto essere, fu affondata nel 1941, durante il viaggio di rientro dalla Grecia all'Italia. Questo evento lo convinse un po' superstiziosamente che la sua vita fosse comunque protetta da una Forza Superiore.  
Quando, nel 1942, la sua divisione fu inviata a fiancheggiare le truppe tedesche nella folle avventura di conquista della Russia, egli - che pure avrebbe facilmente potuto ottenere l'esonero da quella campagna - sdegnò qualunque possibilità di "imboscamento". Finì nel vasto numero dei "dispersi": non se ne seppe più nulla. Soltanto nel 1994, un suo ex compagno d'armi dell'Aquilano, leggendo il suo nome in un elenco dei dispersi in Russia pubblicato su una rivista degli ambienti reducistici, riuscì a comunicare alla famiglia residua che il Capitano Sammartino era stato colpito a Smolensk dall'artiglieria nemica, e dunque era sicuramente morto. I vari Governi repubblicani, in quei 50 anni, non avevano mai avviato un'indagine completa, presso i reduci, esortandoli, magari, a trascrivere i nomi dei loro camerati la cui fine ricordavano con certezza, per catalogare in modo più ordinato il novero dei morti e dei sopravvissuti. La madre era defunta nel 1985, centenaria, ancora ignorando la sorte di suo figlio. Una lapide del Municipio di Agnone, affissa sulla sua casa natale, commemora Sergio Sammartino e il suo sacrificio.